# キットゥール・チェンナンマ
キットゥール・チェンナンマ（1778年10月23日 - 1829年2月21日）は、インドのカルナータカ州にあったかつての王国キットゥールの女王。1824年、同国の独立を維持するために、イギリス東インド会社に対する武装抵抗運動を主導した。最初の戦闘では勝利をおさめたが、二度目の戦闘の後、捕虜となり死亡した。カルナータカ州において、イギリスの植民地化に反対する反乱軍を率いた最初の、かつ数少ない女性統治者の一人として英雄視されるとともに、インド独立運動の重要な象徴の一人にもなっている。

## 生い立ち
キットゥール・ラーニー・チェンナンマは、1778年10月23日、現在のインド、カルナータカ州ベラガーヴィの北にあったキットゥールという豊かな王国の、カカティという小さな村で生まれた。王家の血筋ではない普通の家庭に生まれ、ヴィーラ・シヴァ派（リンガーヤタ派）のコミュニティに属し、幼いころから乗馬、狩猟、剣術、弓術の訓練を受けた。15歳でデサイ（領主、王）の家のラジャ・マラサルジャと結婚し彼の2番目の王妃となった。
1番目の王妃であったラーニー・ルドランマは学問に傾倒し、国を治めることには関心がなかったが、チェンナンマは国政運営に興味を持ち、夫のよき相談相手として積極的に関わりながら、国の政治や軍隊の状況を学んでいった。夫のマラサルジャは優れたデサイで、イギリスをはじめとする諸外国やマラーター王国をはじめとする諸王国の脅威が迫る中、1782年から1816年までキットゥール王国を治めた。しかしマラーター地域の指導者たちの策略によって捕らえられ、プネーに幽閉されると、獄中で体調を崩し、1816年にチェンナンマと息子を残して死亡する。前述のようにチェンナンマは夫の生前から国政に深く携わっていたため、夫の死後、政治的権力がチェンナンマへと移ったのは自然な流れだった。第一王妃ラーニー・ルドランマの子、Shivalingarudra Sarjaを名目上の領主に据えながら、実質的にはチェンナンマが、以後8年間に渡って国を治め続けた。

## イギリスに対する反乱

### 背景
Shivalingarudra Sarjaは、兄弟を幼くして亡くし、自身の健康状態も悪化の一途を辿っていた。1824年6月、体調の急激な悪化を感じた彼は、信頼できる臣下たちに後継者となるべき者、すなわち彼の近親者にあたる若い男子を連れてくるよう命じる。連れてこられた男子たちの中から、彼はMastmaradiのBalappagoudaの息子、シヴァリンガッパを養子に迎え、後継者として指名する。それからまもなくして、9月にShivalingarudra Sarjaが亡くなると、キットゥール王国併合の機会をうかがって動向を注視していたイギリスによる介入が本格的に始まった。
イギリスは、「失権の原理」を口実として介入を試みた。「失権の原理」とは、独立した国（藩王国）の統治者が嫡子を持たずに死亡した場合、その藩王国の統治権は統治者であるイギリスに戻る、つまり「失権」するという考え方である。後の1848年に、当時の総督ダルハウジー侯爵が藩王国の併合を推進するために明文化してより厳格に適用することになる。これは、跡継ぎがいない場合は王が自ら後継者を選ぶというインドで長年にわたって確立されてきた支配階級の権利を否定するものであり、後の1857年インド大反乱の原因のひとつにもなった。キットゥールは、ウィリアム・チャップリンを総監とする、駐在官長兼徴税人セント・ジョン・サッカレー担当のダーラヴァーダ管区の管理下に置かれるとともに、養子と摂政による新しい統治形態を認めないイギリス側から、養子の追放とイギリスによる統治を受け入れるように通告されたのである。約100万-150万ルピーに相当するキットゥールの国庫も、イギリスの管理下に置かれた。サッカレーは城内に衛兵を配置し、城門を守らせた。
サッカレーらの横暴に耐えかねたチェンナンマは、ボンベイ管区の副総督マウントステュアート・エルフィンストーンに手紙を送り、事情を訴えた。また、Shivalingarudra Sarjaの未亡人であるVeeranmaと連名でチャップリンへ手紙を送った。しかし、いずれの要請も却下されたため、1824年10月18日、チェンナンマはイギリスの横暴に対して徹底抗戦する決意を固めた。彼女は臣下たちを集め、次のように鼓舞した。

### 最初の戦闘
イギリス側は、マドラス先住民騎馬砲兵隊の第 3 部隊から 20,797 人の兵士と 437 門の大砲を動員して、戦闘に臨んだ。一方キットゥールの守備隊は、兵士7,000人で構成されていた。
チェンナンマの演説後、砦内のキットゥールの守備隊の間では機運が一気に高まった。これを知ったサッカレーは容易に鎮圧できると考え、補佐官のサー・ウォルター・エリオットとスティーブンソンを砦に派遣し、キットゥールの将校らから反乱の違約金を徴収すると同時に、国庫の掌握を改めて強めようとした。しかしチェンナンマはこれを却下すると、イギリス兵を砦から追い出し、砦に立てこもった。激怒したサッカレーは10月23日、大砲を砦の門の前に据え、24分以内に開門するよう最後通告を発した。動きがないまま24分が経過したそのとき、砦の門が内側から爆破され、キットゥールの守備隊が飛び出した。キットゥール軍は門と砦の城壁の2方向からイギリス軍に対して猛攻撃を加えた。チェンナンマは城壁の上で騎馬して自ら戦闘を指揮していたという。イギリス軍は壊滅し、サッカレーも戦死した。なおサッカレー殺害とイギリス軍への損害は、主にチェンナンマの副官であったアマトゥール・バラッパの功によるところ大きかったとされる。また、2人のイギリス人将校、エリオットとスティーブンソンは人質として捕らえられた。イギリス軍に対してこれほど大きな損害を与えた反乱は、カルナータカのみならず、インドの自由闘争の歴史においても稀に見るものである。

### 二度目の戦闘と幽閉、死
キットゥールの蜂起とイギリス軍の壊滅的被害、サッカレーの死という報は、ダーラヴァーダのイギリス軍に大きな衝撃を与えた。チェンナンマは、イギリス軍が兵をダーラヴァーダからベルガウムへと移動させ始めたという報を受け取った。彼女は、イギリスがこれですぐにでも反撃を仕掛けてくるであろうこと、イギリス軍が兵力を結集すれば自軍に勝ち目がないことをよく理解していた。このため支援を要請したコールハープル藩王国のラージャからの返答を待っていたが、依然返答は得られなかった。チェンナンマは元通りの自治を求めてイギリスと交渉するため、捕虜となったエリオットとスティーブンソンを丁重に扱い、彼らに副総督エルフィンストーン宛の手紙を書かせた。しかしイギリス側は交渉に応じず、チャップリンは交渉を続けるふりをしながら、キットゥールを打倒できるだけの兵力を集めるという作戦に出た。
11月30日には、キットゥールの周囲半径2キロメートルの範囲が25,000人のイギリス軍によって包囲され、キットゥールは孤立した。翌12月1日、砦内の塔で監視していたキットゥール兵が発砲したことから短い銃撃戦が発生し、イギリス側の兵士2名が死亡した。これはイギリス軍を刺激するには十分な出来事であり、戦闘の口火が切られた。この日は終日断続的な砲撃が交わされた。チャップリンは、12月2日午前10時までに、人質となっているエリオットとスティーブンソンを解放しなければキットゥール軍はことごとく虐殺されるだろうとチェンナンマに通告した。チェンナンマは、2人の将校の解放によりイギリス軍が戦争をやめるならば条件を飲む、と返答した。チャップリンがこれを保証したため、エリオットとスティーブンソンは同日午後9時、無事にイギリス軍のキャンプへ帰還した。
しかし将校らの帰還を確認したチャップリンは、前言を翻す。イギリスによるキットゥール王国併合は実現されなければならず、12月3日の午前10時までにキットゥールが降伏しなければ、2日朝に到着していた攻城砲列によって砦を壊滅させるとチェンナンマを脅したのである。チェンナンマはVeeravvaと連名でチャップリンに手紙を書き、彼の裏切り行為を指摘した。チャップリンはこの手紙を無視し、3日午前11時、キットゥールへの攻撃を指示すると同時に、戒厳令を敷いてキットゥールの民をも牽制した。ここに友好的解決への道は途絶え、両者の間に明確な戦闘状態が発生する。
キットゥールはコールハプールの支援を得られないまま抵抗を続けたが、数で圧倒された。さらにキットゥール内部にも造反者が出る。Mallappa ShettyとVankata Raoが、大砲に使う火薬に泥と牛糞を混ぜて使えないようにしたのである。チェンナンマは二人を追跡し、象に踏み潰させたという。12月4日、砦はついに破られ、イギリス兵が城内に雪崩れ込んできた。何千人もの死者を出したキットゥール軍は5日の朝には制圧され、イギリスが砦を占拠した。イギリス側にも多くの死傷者が出た。当時のマドラス総督トマス・マンローの甥にあたるソーラープルの副徴税人マンローがこの戦闘で致命傷を受け、12月11日に死亡している。
イギリスは、キットゥールの国庫をすべて召し上げた。160万ルピーの現金と40万ルピーの宝石類、3,000頭の馬、2,000頭のラクダ、すべての火薬と36の砲、56の銃に大量の剣や弓矢といった武器を奪ったという。また城がチェンナンマの記憶を保持し反乱の契機となると考えたチャップリンによって、城の主立った構築物や意匠の数々はことごとく取り外され、競売にかけられた。
チェンナンマも捕らえられ、ベイルホンガル砦に幽閉された末に、5年後の1829年2月21日に死去した。副官のサンゴリー・ラヤンナは同じく1829年までゲリラ戦を続けたが、失敗に終わり、捕縛され絞首刑となった。チェンナンマは幽閉生活における健康状態の悪化により死亡したとされるが、ラヤンナ逮捕の知らせを受けて望みを捨て、自ら指輪のダイヤモンドを飲み込んで死亡したという民間伝承もある。また、養子のシヴァリンガッパもイギリスに逮捕された。
チェンナンマの埋葬地はベイルホンガルにある。キットゥールの地では毎年10月22日-24日に開催されるキットゥール・ウトゥサヴァ（Kittur Utsava）において、彼女の功績が記念されている。

## 彫像
2007年9月11日、インド初の女性大統領プラティバ・パティルによって、チェンナンマの彫像がインドの国会議事堂で除幕された。除幕当日は、マンモハン・シン首相、シヴラージ・パティル内相、ローグ・サバーのソムナット・チャタルジー議長、インド人民党のL.K.アドヴァニ党首、カルナータカ州のH.D.クマラスワミー知事などが出席し、この行事の重要性を示した。なお、この像はキットゥール・ラーニー・チェンナンマ記念委員会（Kittur Rani Chennamma Memorial Committee）から寄贈され、ヴィジャイ・ガウルが彫刻を施したもの。
ベンガルール、ベラガーヴィ、キットゥール、フブリにも彼女を記念する像がある。 

## 文化的影響

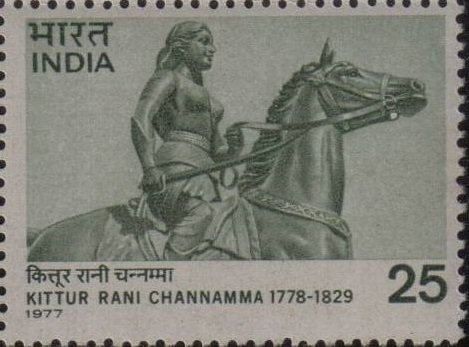
1977 年に発行された記念切手

- チェンナンマの勇姿は、バラード、ラヴァニ、GiGi pada などの形で民衆に歌い継がれている[22]。
- 1961年、チェンナンマの生涯を描いたカンナダ語映画『キットゥール・チェンナンマ』 が、B. R. Panthulu 監督により、 B. Saroja Devi を主役に迎えて制作された[23]。
- 1977 年 10 月 23 日、インド政府によって記念切手が発行された。
- 沿岸警備隊の船「キットゥール・チェンナンマ」が1983 年に就航し、2011 年に引退した[24]。
- ベンガルールとミラージュを結ぶインド鉄道の列車「ラーニー・チェンナンマ・エクスプレス（英語版）」は、彼女の名前にちなんで名付けられた。
- ベラガーヴィのラーニー・チェンナンマ大学は、彼女にちなんで名付けられた。
- アメリカのSFテレビドラマシリーズ『エクスパンス -巨獣めざめる-』の「Reload」エピソードに登場する火星の船の名前が「キットゥール・チェンナンマ」である。
- 2022年のテルグ語映画『RRR』では、エンディング曲の中でインドの歴史上の偉人（革命家）たちが紹介されており、チェンナンマもこのうちの一人として登場する。